# 경성도자기공장
경성도자기공장(鏡城陶滋器工場)은 함경북도 경성군에 위치한 도자기 공장이다.

## 역사
1932년 9월 20일에 세워진 북선내화연화공장이 기원이다. 처음에는 사기그릇을 만드는 수준이었지만 1935년부터는 내화벽돌을 생산해냈다.
일제가 패망하면서 이 공장은 파괴되었다. 하지만 1947년도에 다시 복구가 되었다. 이곳은 북조선에서 유명한 도자기를 생산하는 곳으로, 이곳에서 생산된 도자기는 경성도자기라는 이름으로 알려졌다.

## 생산품
도자기 외에도 접시, 사발, 주전자, 꽃병, 전기열연체 등도 생산한다.